# Myrolubne
Myrolubne (ukr.  Миролюбне, do 1966 ukr. Вища і Нижча Погоріла, pol. Pohoryła Wyższa i Niższa) – wieś na Ukrainie w rejonie starokonstantynowskim obwodu chmielnickiego. W 2001 roku liczyła 760 mieszkańców.
Wieś położona nad rzeką Ikwą na południe od Starokonstantynowa i na południowy wschód od miejscowości Kuźmin.
Miejscowość opisana w książce Zofii Kossak-Szczuckiej pt. Pożoga.

## Właściciele
- 1753, August Aleksander Czartoryski,
- 1753, Stanisław Lubomirski, ożenił się z Izabelą, córką A. A. Czartoryskiego,
- 1782, Światopełk-Czetwertyńscy,
- 1800, Rzewuscy,
- 1850, Giżyccy.